# Zootermopsis laticeps
Zootermopsis laticeps är en termitart som först beskrevs av Banks 1906.  Zootermopsis laticeps ingår i släktet Zootermopsis och familjen Termopsidae. Inga underarter finns listade i Catalogue of Life.